# 维罗妮卡·迪杜森科
维罗妮卡·迪杜森科·阿尔特莫芙娜（烏克蘭語：Вероніка Дідусенко，1995年7月12日—）是乌克兰模特和选美冠军，也是2018年乌克兰小姐。后来她因为虚报信息、曾经结婚并育有一名五岁的儿子而被剥夺了头衔，禁止参加世界小姐选美比赛。